# Rimbach, Rottal-Inn
Rimbach är en kommun och ort i Landkreis Rottal-Inn i Regierungsbezirk Niederbayern i förbundslandet Bayern i Tyskland.
Kommunen ingår i kommunalförbundet Falkenberg tillsammans med kommunerna Falkenberg och Malgersdorf.